# Niekrasowka (rejon biełogorski)
Niekrasowka (ros. Некрасовка) – wieś (ros. sieło) w południowo-wschodniej Rosji, terytorialnie i administracyjnie należąca do rejonu biełogorskiego, w obwodzie amurskim. 
Według danych statystycznych z 2016 roku wieś zamieszkiwało 478 mieszkańców. 